# Seyla Benhabib
Seyla Benhabib é uma professora de Ciência Política e Filosofia em Yale, directora do programa da faculdade em Ética, Política e Economia e também é uma filósofa contemporânea. Escreveu vários livros, mais destacadamente sobre os filósofos Hannah Arendt e Habermas. Também trabalhou com muitos importantes filósofos, incluindo Herbert Marcuse. É conhecida por combinar a Teoria Crítica com a Teoria Feminista, assim como faz Nancy Fraser e Iris Marion Young.